# 雙錐雙峰介
雙錐雙峰介（学名：Bisoceratina biconica）为深海花介科雙峰介屬下的一个种。